# Cardioversion

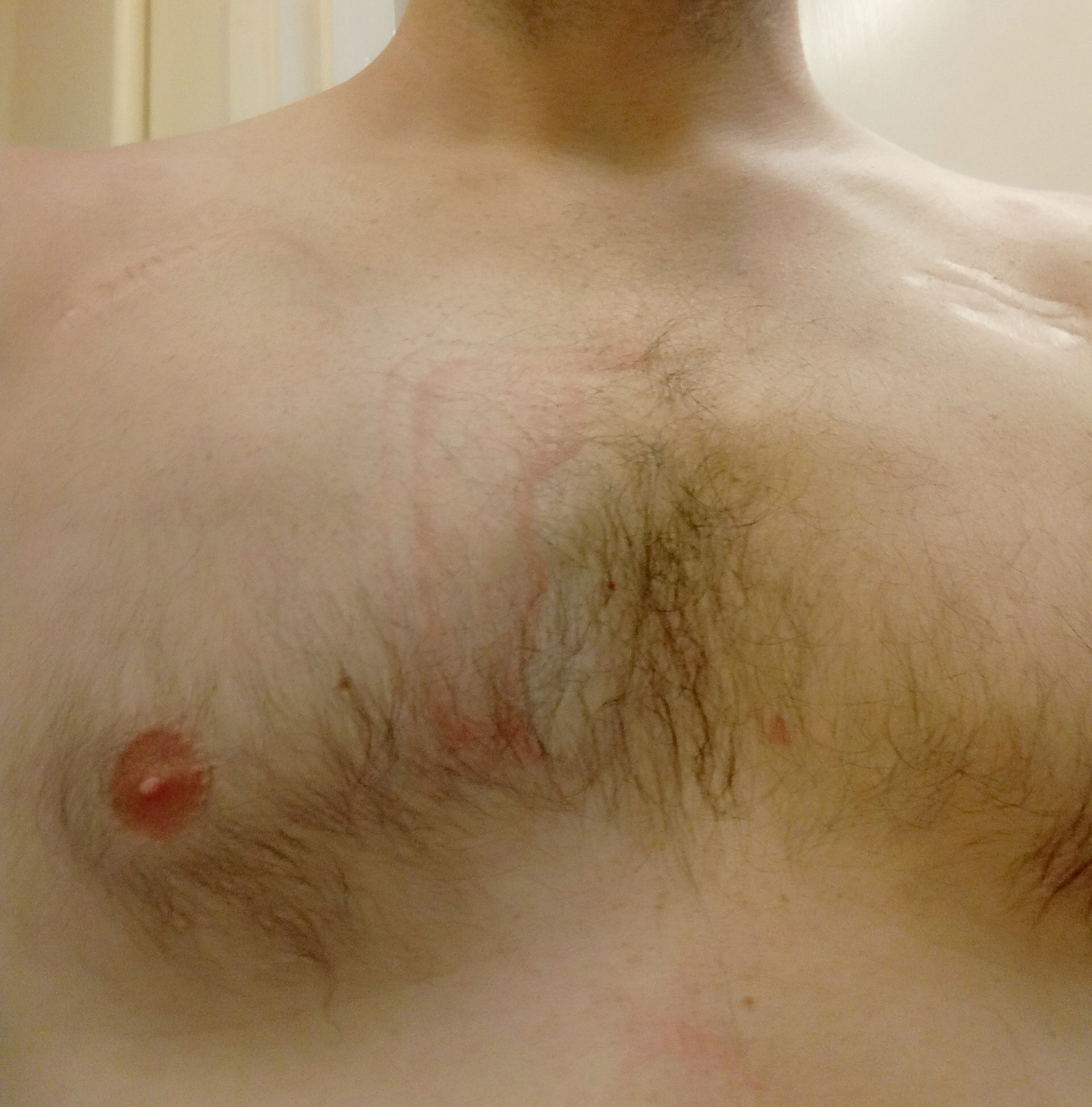
Marques de brûlure à la suite d'une cardioversion par courant continu.

La cardioversion est une procédure médicale qui corrige la tachycardie ou tout autre trouble du rythme cardiaque en ramenant le rythme sinusal dans le cœur, que ce soit par application d'un courant électrique ou à l'aide de médicaments. La cardioversion électrique synchronisée applique une dose thérapeutique de courant électrique au cœur à un moment précis du rythme cardiaque, restaurant le fonctionnement du système électrique cardiaque. Le défibrillateur, qui injecte au cœur une dose thérapeutique de courant électrique pour rétablir le rythme cardiaque, constitue la meilleure méthode pour ressusciter une personne à la suite d'un arrêt cardiaque causé par une fibrillation ventriculaire ou une tachycardie ventriculaire. La  cardioversion pharmacologique ou cardioversion chimique utilise des antiarythmiques comme l'amiodarone, à la place du courant électrique pour corriger ce trouble
La cardioversion pharmacologique a un taux de succès moindre que la cardioversion électrique, mais, contrairement à celle-ci, elle ne nécessite pas d’anesthésie ou de sédation de courte durée pour être réalisée.

## Indications de la cardioversion
Dans le cadre de la fibrillation atriale, la cardioversion n'est effectuée qu'après 3 semaines d'anticoagulation bien conduite ou de contrôle par ETO avec absence de thrombus cardiaque intraauriculaire dans le cas où la date de début de la fibrillation n'est pas connue. La cardioversion peut être faite de manière plus précoce si le début de la fibrillation atriale date de moins de 24h de manière certaine (fibrillation atriale paroxystique) chez un patient ne présentant pas de facteur de risque thromboembolique, l'anticoagulation préalable ne sera pas nécessaire dans ce cas précis.